# Тратория
Траторѝята е вид италианско заведение, което е малко по-неофициално от италиански ресторант, но е на по-високо ниво от остерията. Храната се приготвя в големи количества и може да се вземе и за вкъщи. Виното се сервира в кани, а атмосферата е по-скоро доближаваща домашна обстановка. Менюто е разнообразно всеки ден.
|  | Тази страница частично или изцяло представлява превод на страницата Trattoria в Уикипедия на италиански. Оригиналният текст, както и този превод, са защитени от Лиценза „Криейтив Комънс – Признание – Споделяне на споделеното“, а за съдържание, създадено преди юни 2009 година – от Лиценза за свободна документация на ГНУ. Прегледайте историята на редакциите на оригиналната страница, както и на преводната страница, за да видите списъка на съавторите. ВАЖНО: Този шаблон се отнася единствено до авторските права върху съдържанието на статията. Добавянето му не отменя изискването да се посочват конкретни източници на твърденията, които да бъдат благонадеждни. |